# Англо-французское соглашение (1898)
Англо-французское соглашение 1898 года, также англо-французская конвенция 1898 года (англ. Anglo-French Convention of 1898, фр. Convention franco-anglaise de 1898), Нигерская конвенция, — соглашение о разграничении сфер влияния Великобритании и Франции в Западной Африке. По условиям конвенции были уточнены границы в Западном Судане, в частности, определены границы британского Золотого Берега и французских Судана и Берега Слоновой Кости. Конвенция окончательно определила северную границу Нигерии и положила конец разделу Западной Африки.
Подписано 14 июня министром иностранных дел Франции Габриэлем Аното и послом Великобритании во Франции Эдмундом Монсоном в Париже.

## Предыстория
Англо-французское соглашение 1890 года не разрешило всех противоречий между Великобританией и Францией в Западной Африке. Первая после заключения соглашения 1890 года встреча французского колониалиста Луи Мизона с представителями британской Нигерской компании быстро выявила полное расхождение между британской и французской интерпретациями линии Сай—Баруа, выполнявшей функцию границы между французскими и британскими колониями. Вторая экспедиция Мизона в Западной Африке в 1892 году спровоцировала ещё более серьёзный международный инцидент. Между тем, французский исследователь Парфе-Луи Монтейль выявил истинные масштабы британского влияния на севере Нигерии, и по возвращении во Францию Монтейль потребовал, чтобы линия была с учётом этого скорректирована. Затем по настоянию Департамента колоний, французское министерство иностранных дел предприняло решительные усилия по обеспечению безопасности Куки и северной части Борну, но столкнулось с британским противодействием. Обе стороны опасно приблизились к грани войны, прежде чем вопрос был окончательно решён англо-французским соглашением 1898 года.

## Переговоры
В октябре 1897 года Франция начала переговоры с Великобританией с целью разрешить все противоречия в Африке, в том числе и наиболее проблемный вопрос о принадлежности верховий Нила. Однако британское правительство в связи с тем, что колониальная экспедиция Китченера ещё продолжала экспансию в верховьях Нила, решило ограничиться только разрешением вопросов о бассейне Нигера.

## Условия
Соглашение 1898 года устанавливало новые границы британских и французских владений в районе Нигера и озера Чад. По новым границам Франция смогла территориально соединить завоёванную ей Дагомею с Французским Суданом, закрепить за собой области Мосси и Гурма и часть территории Гурунзи и Борну (к северу от Золотого берега). За Великобританией оставались судоходная нижняя часть Нигера и экономически ценные территории к востоку от него до озера Чад. Между рекой Нигер и озером Чад в основном сохранялась граница по линии Сай—Баруа, но Франция получила значительные корректировки границы в свою пользу к юго-востоку от Сая. В Береге Слоновой Кости, Золотом Береге и Невольничьем Береге был установлен общий таможенный режим. Великобритания и Франция получали во всех трёх колониях равные права на 30 лет по таможенным пошлинам, торговле и речному судоходству.

## Последствия
Соглашение 1898 года урегулировало англо-французские споры в Западной Африке, но, поскольку оно не касалось англо-французского конфликта из-за верховий Нила в Восточной Африке, колониальные противоречия между ними сохранялись. Противостояние между Великобританией и Францией достигло кульминации осенью 1898 года в Фашодском кризисе, который был разрешён уже англо-французским соглашением 1899 года (носившим характер дополнительной декларации к соглашению 1898 года).